# Diotim l'Estoic
Diotim (grec antic: Διότιμος, llatí: Diotīmus) fou un filòsof estoic del segle i aC.
És conegut perquè recriminava Epicur la seva immoralitat i va falsificar cinquanta cartes que atribuí a Epicur per demostrar la seva acusació. Denunciat per Zenó l'Epicuri, fou condemnat per falsificació i executat. Climent d'Alexandria diu que considerava que la felicitat i el benestar (εὐεστώ) no provenien d'un sol bé, sinó de la perfecta acumulació de coses bones (παντέλεια τῶν ἀγαθῶν), cosa que indicaria una evolució de l'estoïcisme estricte cap a les fórmules més moderades d'Aristòtil.